# Печенежин
Печене́жин (укр. Печеніжин) — посёлок в Коломыйском районе Ивано-Франковской области Украины. Административный центр Печенежинской поселковой общины.

## Население
В январе 1989 года численность населения составляла 5473 человека.
На 1 января 2013 года численность населения составляла 5327 человек.
На 1 января 2024 года численность населения составляла 5100 человек.

## Достопримечательности
- Историко-краеведческий музей О. Довбуша (филиал Ивано-Франковского краеведческого музея).